# Ingela Lind
Ingela Hjalmarsdotter Lind, född Frisell 25 februari 1943, död 4 april 2021, var en svensk journalist och konstkritiker.
Hon studerade konst- och litteraturhistoria i Uppsala och fick sin första anställning på Sveriges Radios kulturredaktion 1967. 1980 gick hon över till Dagens Nyheter. där hon under många år var konstkritiker, redaktionschef på kulturredaktionen samt tillförordnad kulturchef. Som kulturjournalist på Sveriges Television var hon bland annat programledare för Bildjournalen på 1990-talet och medverkade återkommande i Kulturnyheterna fram till 2020. Efter pensioneringen skrev hon flera egna böcker om konst och fördjupade sig särskilt i Bloomsburygruppens estetik och historia.
Ingela Lind var dotter till Hjalmar Frisell, syster till Ellika Frisell och halvsyster till Gunnel Frisell-Hallström. Hon var gift med docent Magnus G. Lind, som varit överläkare på Karolinska Universitetssjukhuset, samt mor till Jakob Lind, filmaren Daniel Lind Lagerlöf och Amelie Lind. 

## Ingela Linds pris
År 2024 instiftade Linds familj och vänner Ingela Linds pris, ett pris till unga kritiker på 20 000 kronor som öronmärks till en resa till Venedigbiennalen.